# 五氟乙磺酸
五氟乙磺酸是一种有机硫化合物，化学式为C2F5SO3H。它可由五氟碘乙烷和甲基锂在低温于乙醚中反应，加入二氧化硫后经氧化，得到五氟乙磺酸锂后再与硫酸反应，蒸馏得到。
它和五氟乙磺酸酐反应，可以得到五氟乙磺酸五氟乙酯。